# دم‌جنبانک کوهی
دم‌جنبانک کوهی (نام علمی: Motacilla clara) نام یک گونه از سرده دم‌جنبانک است.